# Germains pauwfazant
Germains pauwfazant (Polyplectron germaini) is een vogel uit de familie fazantachtigen (Phasianidae). De wetenschappelijke naam van de soort is voor het eerst geldig gepubliceerd in 1866 door Daniel Giraud Elliot die de vogel vernoemde naar de heer Germain die het specimen uit Frans-Cochin-China naar het natuurhistorisch museum in Parijs opstuurde.

## Herkenning
Het mannetje is 56 tot 60 cm lang, het vrouwtje gemiddeld 48 cm. Deze pauwfazant lijkt sterk op de spiegelpauw (P. bicalcaratum) maar Germains pauwfazant  is iets kleiner en donkerder gekleurd. De naakte huid op de kop is dof rood, dit hoen heeft geen kuif en maar een klein beetje wit op de keel.

## Verspreiding en leefgebied
De soort komtvoor in het zuiden van Vietnam en het oosten van Cambodja. Dit hoen komt voor een aantal typen bos zoals groenblijvend hellingbos in bergachtig gebied tot 1400 m boven zeeniveau, maar ook in secundair bos en gebied met doornig struikgewas in laagland, zowel in vochtige als in droge gebieden.

## Status
Germains pauwfazant heeft een beperkt verspreidingsgebied en daardoor is de kans op uitsterven aanwezig. De grootte van de populatie werd in 2016 door BirdLife International geschat op 6 tot 15 duizend individuen en de populatie-aantallen nemen af door habitatverlies. Het leefgebied wordt aangetast door ontbossing waarbij natuurlijk bos wordt omgezet in gebied voor agrarisch gebruik en menselijke bewoning, hoewel dit sinds de eeuwwisseling niet meer op grote schaal plaatsvindt. Daarnaast is de jacht met zowel geweer als met wildstrik nog een bedreiging. Om deze redenen staat deze soort als kwetsbaar op de Rode Lijst van de IUCN.